# Rio Íbosa
O Rio Íbosa (Alemão:Die Ybbs (feminino!)) é um afluente do Danúbio no distrito de Melk na Baixa Áustria.